# Parafia św. Jodoka w Sątopach
Parafia świętego Jodoka w Sątopach – parafia rzymskokatolicka znajdująca się w archidiecezji warmińskiej, w dekanacie Reszel.